# Micropterix monticolella
Micropterix monticolella és una espècie d'arna de la família Micropterigidae. Va ser descrita per Koslov, l'any 1982.
És una espècie endèmica del Caucas.
Té una envergadura d'uns 8.8mm.